# Elecciones municipales de Tumbes de 1993
Las elecciones municipales de Tumbes de 1993 se llevaron a cabo el 29 de enero de 1993 para elegir al alcalde y al Concejo Provincial de Tumbes para el periodo 1993-1995. La elección se celebró simultáneamente con elecciones municipales en todo el país.

## Sistema electoral
La Municipalidad Provincial de Tumbes es el órgano administrativo y de gobierno de la provincia de Tumbes. Está compuesta por el alcalde y el Concejo Provincial.
La votación del alcalde y el concejo se realiza en base al sufragio universal, que comprende a todos los ciudadanos nacionales mayores de dieciocho años, empadronados y residentes en la provincia de Tumbes y en pleno goce de sus derechos políticos, así como a los ciudadanos no nacionales residentes y empadronados en la provincia de Tumbes.
El Concejo Provincial de Tumbes está compuesto por 19 regidores elegidos por sufragio directo para un período de tres (3) años, en forma conjunta con la elección del alcalde (quien lo preside). La votación es por lista cerrada y bloqueada. Se asigna a la lista ganadora los escaños según el método d'Hondt o la mitad más uno, lo que más le favorezca. Es elegido como alcalde el candidato que ocupe el primer lugar de la lista que haya obtenido la más alta votación.

## Composición del Concejo Provincial de Tumbes
La siguiente tabla muestra la composición del Concejo Provincial de Tumbes antes de las elecciones.
| Partidos | Partidos                | Regidores |
| -------- | ----------------------- | --------- |
|          | Frente Democrático      | 11        |
|          | Partido Aprista Peruano | 5         |
|          | Izquierda Unida         | 3         |

## Partidos y candidatos
A continuación se muestra una lista de los principales partidos y alianzas electorales que participaron en las elecciones:
| Candidatura | Candidatura | Partidos y alianzas | Candidatos | Candidatos                 | Ideología                                                  | Resultado previo | Resultado previo | Ref. |
| Candidatura | Candidatura | Partidos y alianzas | Candidatos | Candidatos                 | Ideología                                                  | Votos (%)        | Reg.             | Ref. |
| ----------- | ----------- | --- | ---------- | -------------------------- | ---------------------------------------------------------- | ---------------- | ---------------- | ---- |
|             | AP          | Lista - Acción Popular (AP) |            | Eduardo Farías Silva       | Humanismo Nacionalismo cívico Reformismo                   | 53.30%           | 8                |      |
|             | PPC         | Lista - Partido Popular Cristiano (PPC) |            | Gino Moretti Otoya         | Democracia cristiana Conservadurismo Liberalismo económico | 53.30%           | 3                |      |
|             | APRA        | Lista - Partido Aprista Peruano (APRA) |            | Franklin Sánchez Ortiz     | Aprismo                                                    | 25.36%           | 5                |      |
|             | IU          | Lista - Izquierda Unida (IU) – Unión de Izquierda Revolucionaria (UNIR) – Partido Comunista Peruano (PCP) – Frente Obrero Campesino Estudiantil y Popular (FOCEP) |            | Luisa Lama Villar          | Marxismo-leninismo Mariateguismo Socialismo democrático    | 16.20%           | 3                |      |
|             | NM–C90      | Lista - Alianza Nueva Mayoría - Cambio 90 (NM–C90) – Nueva Mayoría (NM) – Cambio 90 (C90)                                                                         |            | Germán Brenner Rivera      | Fujimorismo                                                | Nuevo            | Nuevo            |      |
|             | MDI         | Lista - Movimiento Democrático de Izquierda (MDI) |            | Ricardo Noblecilla Morán   | Socialismo democrático                                     | Nuevo            | Nuevo            |      |
|             | FIM         | Lista - Frente Independiente Moralizador (FIM) |            | José Maza Balladares       | Reformismo                                                 | Nuevo            | Nuevo            |      |
|             | MINP        | Lista - Movimiento Independiente Nuevo Perú (MINP) |            | Sin información disponible | Partido atrapalotodo                                       | Nuevo            | Nuevo            |      |
|             | UD          | Lista - Unión Democrática (UD) |            | Sin información disponible | Partido atrapalotodo                                       | Nuevo            | Nuevo            |      |
|             | MIN         | Lista - Movimiento Independiente Nacional (MIN) |            | Sin información disponible | Partido atrapalotodo                                       | Nuevo            | Nuevo            |      |
|             | IND         | Lista - Lista Independiente N° 13 Reconstrucción Tumbes |            | Ricardo Flores Dioses      | Localismo tumbesino                                        | Nuevo            | Nuevo            |      |

Otros candidatos
| Partidos y alianzas | Partidos y alianzas                                          | Candidatos                 |
| ------------------- | ------------------------------------------------------------ | -------------------------- |
|                     | Lista Independiente Acción Cívica Independiente              | Carlos Ricardi Gil         |
|                     | Lista Independiente Tumbes                                   | Arturo Moretti Ricardi     |
|                     | Lista Independiente Movimiento Independiente Tumbes Adelante | Dan Ortiz C.               |
|                     | Lista Independiente N° 23                                    | Sin información disponible |
|                     | Lista Independiente UNO                                      | Sin información disponible |

## Resultados

### Sumario general
|                        |                                                              |              |              |              |           |           |
| Partidos y coaliciones | Partidos y coaliciones                                       | Voto popular | Voto popular | Voto popular | Regidores | Regidores |
| Partidos y coaliciones | Partidos y coaliciones                                       | Votos        | %            | ±pp          | Total     | +/−       |
|                        | Lista Independiente N° 13 Reconstrucción Tumbes              | 11,657       | 38.07        | n/a          | 11        | +11       |
|                        | Partido Aprista Peruano (APRA)                               | 6,820        | 22.27        | –3.09        | 4         | –1        |
|                        | Alianza Nueva Mayoría - Cambio 90 (NM–C90)                   | 6,213        | 20.29        | Nuevo        | 3         | +3        |
|                        | Acción Popular (AP)                                          | 2,642        | 8.63         | n/a          | 1         | –7        |
|                        | Partido Popular Cristiano (PPC)                              | 1,414        | 4.62         | n/a          | 0         | –3        |
|                        | Lista Independiente Acción Cívica Independiente              | 636          | 2.08         | n/a          | 0         | ±0        |
|                        | Izquierda Unida (IU)                                         | 406          | 1.33         | –14.87       | 0         | –3        |
|                        | Lista Independiente Tumbes                                   | 382          | 1.25         | n/a          | 0         | ±0        |
|                        | Frente Independiente Moralizador (FIM)                       | 243          | 0.79         | Nuevo        | 0         | ±0        |
|                        | Lista Independiente Movimiento Independiente Tumbes Adelante | 152          | 0.50         | n/a          | 0         | ±0        |
|                        | Movimiento Democrático de Izquierda (MDI)                    | 47           | 0.15         | Nuevo        | 0         | ±0        |
|                        | Lista Independiente N° 23                                    | 2            | 0.01         | n/a          | 0         | ±0        |
|                        | Movimiento Independiente Nacional (MIN)                      | 2            | 0.01         | Nuevo        | 0         | ±0        |
|                        | Movimiento Independiente Nuevo Perú (MINP)                   | 2            | 0.01         | Nuevo        | 0         | ±0        |
|                        | Lista Independiente UNO                                      | 2            | 0.01         | n/a          | 0         | ±0        |
|                        | Unión Democrática (UD)                                       | 1            | 0.00         | Nuevo        | 0         | ±0        |
|                        |                                                              |              |              |              |           |           |
| Total                  | Total                                                        | 30,621       |              |              | 19        | ±0        |
|                        |                                                              |              |              |              |           |           |
| Votos válidos          | Votos válidos                                                | 30,621       | 86.17        | –13.83       |           |           |
| Votos en blanco        | Votos en blanco                                              | 900          | 2.53         | +2.53        |           |           |
| Votos nulos            | Votos nulos                                                  | 4,013        | 11.29        | +11.29       |           |           |
| Votos emitidos         | Votos emitidos                                               | 35,534       | 78.51        | +41.16       |           |           |
| Abstenciones           | Abstenciones                                                 | 9,726        | 21.49        | –41.16       |           |           |
| Votantes registrados   | Votantes registrados                                         | 45,260       |              |              |           |           |
|                        |                                                              |              |              |              |           |           |
| Fuente:                |                                                              |              |              |              |           |           |

## Elecciones municipales distritales

### Resultados por distrito
La siguiente tabla enumera el control de los distritos de la provincia de Tumbes. El cambio de mando de una organización política se resalta del color de ese partido.
| Distrito              | Alcalde(sa) titular     | Partido político | Partido político        | Alcalde(sa) electo(a)      | Partido político | Partido político        |
| --------------------- | ----------------------- | ---------------- | ----------------------- | -------------------------- | ---------------- | ----------------------- |
| Corrales              | Orlando Quevedo Escobar |                  | Frente Democrático      | Javier Véliz Saavedra      |                  | Partido Aprista Peruano |
| La Cruz               | Luis Jiménez Marchan    |                  | Partido Aprista Peruano | Jorge García Franco        |                  | Acción Popular          |
| Pampas de Hospital    | José Castro Preciado    |                  | Izquierda Unida         | José Ramírez Infantes      |                  | Frente Único Vecinal    |
| San Jacinto           | Eleodoro Porras García  |                  | Frente Democrático      | Cristóbal Clavijo Sandoval |                  | Partido Aprista Peruano |
| San Juan de la Virgen | Ángel Casariego Panta   |                  | Frente Democrático      | Ángel Casariego Panta      |                  | Acción Popular          |